# 700 a.C.
Il 700 a.C. (DCC a.C. in numeri romani) è un anno  del VII secolo a.C.